# Schlegelia
Schlegelia es un género con 34 especies de plantas  perteneciente a la familia Schlegeliaceae.

## Especies seleccionadas
- Schlegelia brachyantha
- Schlegelia fastigiata
- Schlegelia fuscata
- Schlegelia lilacina
- Schlegelia nicaraguensis
- Schlegelia parviflora
- Schlegelia sulphurea

## Sinonimia
- Dermatocalyx